# Atletiek op de Olympische Zomerspelen 2024

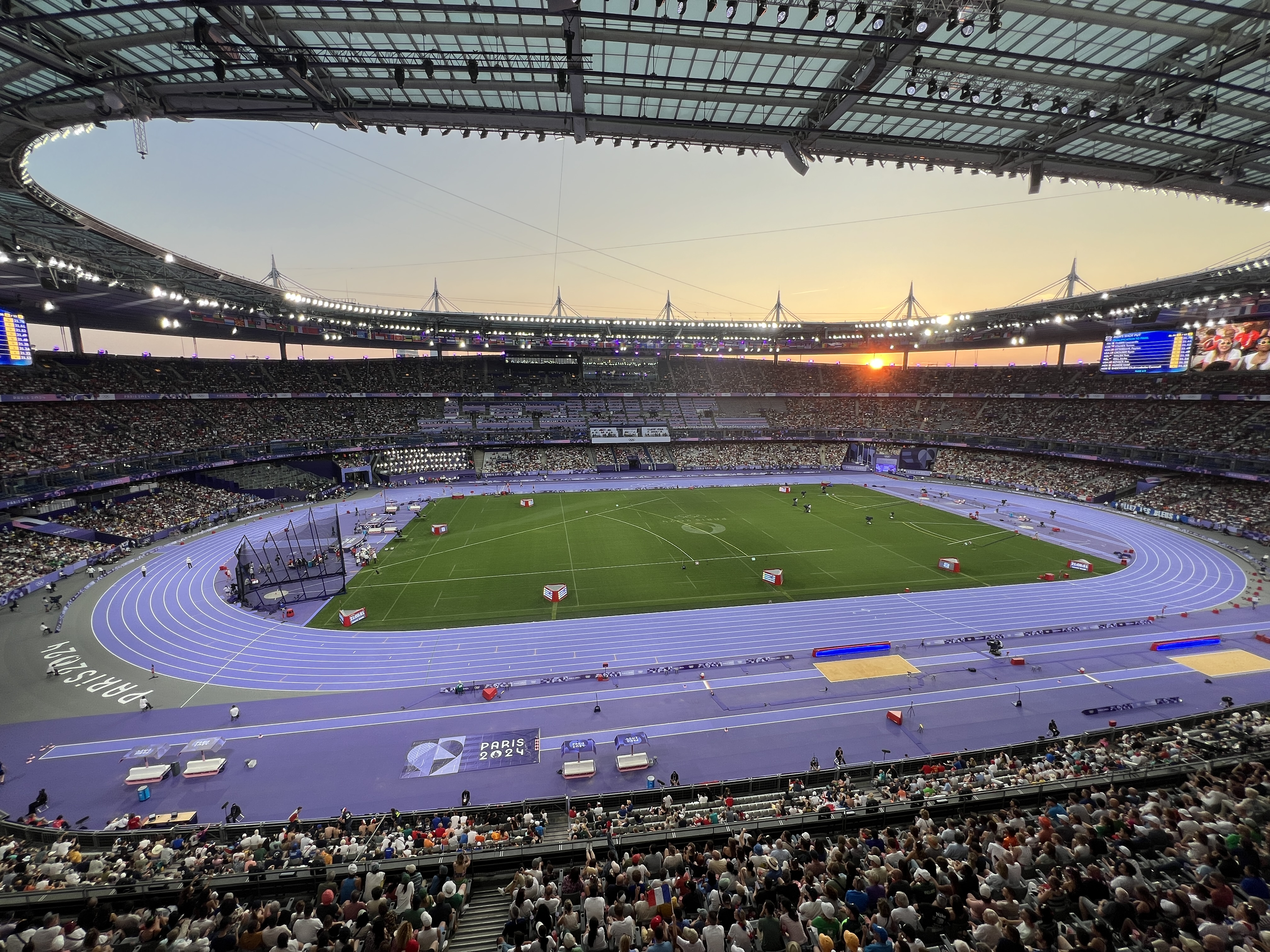
Stade de France

Atletiek was een van de sporten die werden beoefend op de Olympische Zomerspelen 2024 in Parijs, Frankrijk. De wedstrijden vonden plaats van 1 tot en met 11 augustus 2024 in het Stade de France. Voor de marathon en het snelwandelen waren parcours elders in Parijs uitgezet. 
Atletiek was met 48 onderdelen de omvangrijkste sport op de Spelen. Er waren 23 atletiekonderdelen voor mannen, 23 voor vrouwen en 2 gemengde onderdelen. De atletiekonderdelen voor vrouwen waren bijna hetzelfde als die voor mannen. Alleen bij het hordelopen (mannen 110 meter, vrouwen 100 meter) en bij de meerkamp (mannen tienkamp, vrouwen zevenkamp) waren er verschillen. De enige gemengde onderdelen waren de 4x400 meter gemengde estafette en de gemengde marathonestafette snelwandelen dat het 50 km snelwandelen voor mannen verving. Daarmee was er voor het eerst in de olympische atletiekgeschiedenis een gelijk aantal geprogrammeerde onderdelen voor mannen en vrouwen.

## Locaties
De stadiononderdelen vonden plaats in het Stade de France. Het snelwandelen werd gehouden bij de Pont d'Iéna en voor de marathon was een parcours uitgezet dat begon bij het Hôtel de Ville en eindigde bij Les Invalides.

## Kwalificatie
Deelnemers per land
In totaal namen 1810 atleten (evenveel mannen als vrouwen) deel aan de atletiek. Elk land mocht per onderdeel maximaal drie atleten laten deelnemen en een atleet als reserve aanmelden, waarbij elke atleet aan de kwalificatienorm moest voldoen. Elk land dat geen atleten had die aan de kwalificatienorm voldeden, mocht per sekse de hoogst geklasseerde atleet laten deelnemen aan de 100 meter, 800 meter of de marathon.
Kwalificatienormen
De kwalificatienormen waren in december 2022 door World Athletics vastgesteld en bekendgemaakt.
De kwalificatienorm voor de 10.000 meter, snelwandelen en de meerkamp moest worden gehaald tussen 31 december 2022 en 30 juni 2024. Voor de marathon was de kwalificatieperiode van 1 november 2022 tot 30 april 2024. De norm voor de overige individuele onderdelen moest worden gehaald tussen 1 juli 2023 en 30 juni 2024.
| Onderdeel            | Mannen   | Vrouwen  |
| -------------------- | -------- | -------- |
| 100 m                | 10,00 s  | 11,07 s  |
| 200 m                | 20,16 s  | 22,57 s  |
| 400 m                | 45,00 s  | 50,95 s  |
| 800 m                | 1.44,70  | 1.59,30  |
| 1500 m               | 3.33,50  | 4.02,50  |
| 5000 m               | 13.05,00 | 14.52,00 |
| 10.000 m             | 27.00,00 | 30.40,00 |
| 100 m hordelopen     | -        | 12,77 s  |
| 110 m hordelopen     | 13,27 s  | -        |
| 400 m hordelopen     | 48,70 s  | 54,85 s  |
| 3000 m steeplechase  | 8.15,00  | 9.23,00  |
| Hoogspringen         | 2,33 m   | 1,97 m   |
| Polsstokhoogspringen | 5,82 m   | 4,73 m   |
| Verspringen          | 8,27 m   | 6,86 m   |
| Hink-stap-springen   | 17,22 m  | 14,55 m  |
| Kogelstoten          | 21,50 m  | 18,80 m  |
| Discuswerpen         | 67,20 m  | 64,50 m  |
| Kogelslingeren       | 78,20 m  | 74,00 m  |
| Speerwerpen          | 85,50 m  | 64,00 m  |
| Zevenkamp            | -        | 6480 pnt |
| Tienkamp             | 8460 pnt | -        |
| 20 km snelwandelen   | 1:20.10  | 1:29.20  |
| Marathon             | 2:08.10  | 2:26.50  |

## Wedstrijdschema
LegendaO = ochtendsessie   A = avondsessie
K = Kwalificatie   S = Series    H = Herkansingen   ½ = Halve finales   F = Finale
| Mannen               | Mannen | Mannen | Mannen | Mannen | Mannen | Mannen | Mannen | Mannen | Mannen | Mannen | Mannen | Mannen | Mannen | Mannen | Mannen | Mannen | Mannen | Mannen | Mannen | Mannen | Mannen | Mannen | Mannen | Mannen |
| Datum →              | 1      | 1      | 2      | 2      | 3      | 3      | 3      | 4      | 4      | 4      | 5      | 5      | 6      | 6      | 7      | 7      | 8      | 8      | 9      | 9      | 10     | 10     | 11     | 11     |
| Onderdeel ↓          | O      | A      | O      | A      | O      | O      | A      | O      | A      | A      | O      | A      | O      | A      | O      | A      | O      | A      | O      | A      | O      | A      | O      | A      |
| -------------------- | ------ | ------ | ------ | ------ | ------ | ------ | ------ | ------ | ------ | ------ | ------ | ------ | ------ | ------ | ------ | ------ | ------ | ------ | ------ | ------ | ------ | ------ | ------ | ------ |
| 100 m                |        |        |        |        | K      | S      |        |        | ½      | F      |        |        |        |        |        |        |        |        |        |        |        |        |        |        |
| 200 m                |        |        |        |        |        |        |        |        |        |        |        | S      | H      |        |        | ½      |        | F      |        |        |        |        |        |        |
| 400 m                |        |        |        |        |        |        |        |        | S      | S      | H      |        |        | ½      |        | F      |        |        |        |        |        |        |        |        |
| 800 m                |        |        |        |        |        |        |        |        |        |        |        |        |        |        | S      |        | H      |        | ½      |        |        | F      |        |        |
| 1500 m               |        |        | S      |        |        |        | H      |        | ½      | ½      |        |        |        | F      |        |        |        |        |        |        |        |        |        |        |
| 5000 m               |        |        |        |        |        |        |        |        |        |        |        |        |        |        | S      |        |        |        |        |        |        | F      |        |        |
| 10.000 m             |        |        |        | F      |        |        |        |        |        |        |        |        |        |        |        |        |        |        |        |        |        |        |        |        |
| 110 m horden         |        |        |        |        |        |        |        | S      |        |        |        |        | H      |        |        | ½      |        | F      |        |        |        |        |        |        |
| 400 m horden         |        |        |        |        |        |        |        |        |        |        | S      |        | H      |        |        | ½      |        |        |        | F      |        |        |        |        |
| 3000 m steeplechase  |        |        |        |        |        |        |        |        |        |        |        | S      |        |        |        | F      |        |        |        |        |        |        |        |        |
| 4×100 m              |        |        |        |        |        |        |        |        |        |        |        |        |        |        |        |        | S      |        |        | F      |        |        |        |        |
| 4×400 m              |        |        |        |        |        |        |        |        |        |        |        |        |        |        |        |        |        |        | S      |        |        | F      |        |        |
| Marathon             |        |        |        |        |        |        |        |        |        |        |        |        |        |        |        |        |        |        |        |        | F      |        |        |        |
| 20 km snelwandelen   | F      |        |        |        |        |        |        |        |        |        |        |        |        |        |        |        |        |        |        |        |        |        |        |        |
| Hoogspringen         |        |        |        |        |        |        |        |        |        |        |        |        |        |        | K      |        |        |        |        |        |        | F      |        |        |
| polsstokhoogspringen |        |        |        |        |        |        | K      |        |        |        |        | F      |        |        |        |        |        |        |        |        |        |        |        |        |
| Verspringen          |        |        |        |        |        |        |        | K      |        |        |        |        |        | F      |        |        |        |        |        |        |        |        |        |        |
| Hink-stap-springen   |        |        |        |        |        |        |        |        |        |        |        |        |        |        |        | K      |        |        |        | F      |        |        |        |        |
| Kogelstoten          |        |        |        | K      |        |        | F      |        |        |        |        |        |        |        |        |        |        |        |        |        |        |        |        |        |
| Discuswerpen         |        |        |        |        |        |        |        |        |        |        | K      |        |        |        |        | F      |        |        |        |        |        |        |        |        |
| Kogelslingeren       |        |        | K      |        |        |        |        |        | F      | F      |        |        |        |        |        |        |        |        |        |        |        |        |        |        |
| Speerwerpen          |        |        |        |        |        |        |        |        |        |        |        |        | K      |        |        |        |        | F      |        |        |        |        |        |        |
| Tienkamp             |        |        | F      | F      | F      | F      | F      |        |        |        |        |        |        |        |        |        |        |        |        |        |        |        |        |        |
| Vrouwen              |        |        |        |        |        |        |        |        |        |        |        |        |        |        |        |        |        |        |        |        |        |        |        |        |
| Datum →              | 1      | 1      | 2      | 2      | 2      | 3      | 3      | 3      | 4      | 4      | 5      | 5      | 6      | 6      | 7      | 7      | 8      | 8      | 9      | 9      | 10     | 10     | 11     | 11     |
| Onderdeel ↓          | O      | A      | O      | O      | A      | O      | A      | A      | O      | A      | O      | A      | O      | A      | O      | A      | O      | A      | O      | A      | O      | A      | O      | A      |
| 100 m                |        |        | K      | S      |        |        | ½      | F      |        |        |        |        |        |        |        |        |        |        |        |        |        |        |        |        |
| 200 m                |        |        |        |        |        |        |        |        | S      |        | H      | ½      |        | F      |        |        |        |        |        |        |        |        |        |        |
| 400 m                |        |        |        |        |        |        |        |        |        |        | S      |        | H      |        |        | ½      |        |        |        | F      |        |        |        |        |
| 800 m                |        |        |        |        | S      | H      |        |        |        | ½      |        | F      |        |        |        |        |        |        |        |        |        |        |        |        |
| 1500 m               |        |        |        |        |        |        |        |        | S      |        |        |        |        |        | H      |        |        | ½      |        |        |        | F      |        |        |
| 5000 m               |        |        |        |        | S      |        |        |        |        |        |        | F      |        |        |        |        |        |        |        |        |        |        |        |        |
| 10.000 m             |        |        |        |        |        |        |        |        |        |        |        |        |        |        |        |        |        |        |        | F      |        |        |        |        |
| 100 m horden         |        |        |        |        |        |        |        |        |        |        |        |        |        |        | S      |        | H      |        | ½      |        |        | F      |        |        |
| 400 m horden         |        |        |        |        |        |        |        |        | S      |        | H      |        |        | ½      |        |        |        | F      |        |        |        |        |        |        |
| 3000 m steeplechase  |        |        |        |        |        |        |        |        |        |        |        |        | S      |        |        |        |        | F      |        |        |        |        |        |        |
| 4×100 m              |        |        |        |        |        |        |        |        |        |        |        |        |        |        |        |        | S      |        |        | F      |        |        |        |        |
| 4×400 m              |        |        |        |        |        |        |        |        |        |        |        |        |        |        |        |        |        |        | S      |        |        | F      |        |        |
| Marathon             |        |        |        |        |        |        |        |        |        |        |        |        |        |        |        |        |        |        |        |        |        |        | F      |        |
| 20 km snelwandelen   | F      |        |        |        |        |        |        |        |        |        |        |        |        |        |        |        |        |        |        |        |        |        |        |        |
| Hoogspringen         |        |        | K      | K      |        |        |        |        |        | F      |        |        |        |        |        |        |        |        |        |        |        |        |        |        |
| polsstokhoogspringen |        |        |        |        |        |        |        |        |        |        | K      |        |        |        |        | F      |        |        |        |        |        |        |        |        |
| Verspringen          |        |        |        |        |        |        |        |        |        |        |        |        | K      |        |        |        |        | F      |        |        |        |        |        |        |
| Hink-stap-springen   |        |        |        |        |        | K      |        | F      |        |        |        |        |        |        |        |        |        |        |        |        |        |        |        |        |
| Kogelstoten          |        |        |        |        |        |        |        |        |        |        |        |        |        |        |        |        | K      |        |        | F      |        |        |        |        |
| Discuswerpen         |        |        |        |        | K      |        |        |        |        | F      |        |        |        |        |        |        |        |        |        |        |        |        |        |        |
| Kogelslingeren       |        |        |        |        |        |        |        |        | K      |        |        |        |        | F      |        |        |        |        |        |        |        |        |        |        |
| Speerwerpen          |        |        |        |        |        |        |        |        |        |        |        |        |        |        | K      |        |        |        |        |        |        | F      |        |        |
| Zevenkamp            |        |        |        |        |        |        |        |        |        |        |        |        |        |        |        |        | F      | F      | F      | F      |        |        |        |        |
| Gemengd              |        |        |        |        |        |        |        |        |        |        |        |        |        |        |        |        |        |        |        |        |        |        |        |        |
| Datum →              | 2      | 2      | 3      | 3      | 7      | 7      |        |        |        |        |        |        |        |        |        |        |        |        |        |        |        |        |        |        |
| Onderdeel ↓          | O      | A      | O      | A      | M      | A      |        |        |        |        |        |        |        |        |        |        |        |        |        |        |        |        |        |        |
| 4x400 m              |        | S      |        | F      |        |        |        |        |        |        |        |        |        |        |        |        |        |        |        |        |        |        |        |        |
| Marathonestafette    |        |        |        |        | F      |        |        |        |        |        |        |        |        |        |        |        |        |        |        |        |        |        |        |        |

## Medaillewinnaars
LegendaWR = Wereldrecord   OR = Olympisch record   AR = Werelddeelrecord   NR = Nationaal record
WJR = Wereld jeugdrecord   WL = Beste jaarprestatie   PB = Persoonlijk record   SB = Beste seizoensprestatie

### Mannen
| Onderdeel            | Goud                                                                                       | Goud           | Zilver                                                                        | Zilver       | Brons | Brons           |
| -------------------- | ------------------------------------------------------------------------------------------ | -------------- | ----------------------------------------------------------------------------- | ------------ | --- | --------------- |
| 100 m                | Noah Lyles Verenigde Staten                                                                | 9,79 (,784) PB | Kishane Thompson Jamaica                                                      | 9,79 (,789)  | Fred Kerley Verenigde Staten                                                                                    | 9,81 SB         |
| 200 m                | Letsile Tebogo Botswana                                                                    | 19,46 AR       | Kenny Bednarek Verenigde Staten                                               | 19,62        | Noah Lyles Verenigde Staten                                                                                     | 19,70           |
| 400 m                | Quincy Hall Verenigde Staten                                                               | 43,40 PB       | Matthew Hudson-Smith Groot-Brittannië                                         | 43,44 AR     | Muzala Samukonga Zambia                                                                                         | 43,74 NR        |
| 800 m                | Emmanuel Wanyonyi Kenia                                                                    | 1.41,19 PB     | Marco Arop Canada                                                             | 1.41,20 AR   | Djamel Sedjati Algerije                                                                                         | 1.41,50         |
| 1500 m               | Cole Hocker Verenigde Staten                                                               | 3.27,65 OR     | Josh Kerr Groot-Brittannië                                                    | 3.27,79 NR   | Yared Nuguse Verenigde Staten                                                                                   | 3.27,80 PB      |
| 5000 m               | Jakob Ingebrigtsen Noorwegen                                                               | 13.13,66 SB    | Ronald Kwemoi Kenia                                                           | 13.15,04     | Grant Fisher Verenigde Staten                                                                                   | 13,15,13        |
| 10.000 m             | Joshua Cheptegei Oeganda                                                                   | 26.43,14 OR    | Berihu Aregawi Ethiopië                                                       | 26.43,44     | Grant Fisher Verenigde Staten                                                                                   | 26.43,46 SB     |
| 110 m horden         | Grant Holloway Verenigde Staten                                                            | 12,99          | Daniel Roberts Verenigde Staten                                               | 13,09 (,085) | Rasheed Broadbell Jamaica                                                                                       | 13,09 (,088) SB |
| 400 m horden         | Rai Benjamin Verenigde Staten                                                              | 46,46 =SB      | Karsten Warholm Noorwegen                                                     | 47,06        | Alison dos Santos Brazilië                                                                                      | 47,26           |
| 3000 m steeplechase  | Soufiane El Bakkali Marokko                                                                | 8:06.05 SB     | Kenneth Rooks Verenigde Staten                                                | 8.06,41 PR   | Abraham Kibiwot Kenia                                                                                           | 8.06,47 SB      |
| 4x100 m              | CanadaAaron Brown Jerome Blake Brendon Rodney Andre De Grasse                              | 37,50 SB       | Zuid-AfrikaBayanda Walaza Shaun Maswanganyi Bradley Nkoana Akani Simbine      | 37,57 AR     | Groot-BrittanniëJeremiah Azu Louie Hinchliffe Nethaneel Mitchell-Blake Zharnel Hughes Richard Kilty             | 37,61 SB        |
| 4x400 m              | Verenigde StatenChristopher Bailey Vernon Norwood Bryce Deadmon Rai Benjamin Quincy Wilson | 2.54,43 OR     | BotswanaBayapo Ndori Busang Collen Kebinatshipi Anthony Pesela Letsile Tebogo | 2.54,53 AR   | Groot-BrittanniëAlex Haydock-Wilson Matthew Hudson-Smith Lewis Davey Charlie Dobson Samuel Reardon Toby Harries | 2.55,83 AR      |
| Marathon             | Tamirat Tola Ethiopië                                                                      | 2:06.26 OR     | Bashir Abdi België                                                            | 2:06.47      | Benson Kipruto Kenia                                                                                            | 2:07.00         |
| 20 km snelwandelen   | Brian Pintado Ecuador                                                                      | 1:18.55        | Caio Bonfim Brazilië                                                          | 1:19.09      | Álvaro Martín Spanje                                                                                            | 1:19.11         |
| Hoogspringen         | Hamish Kerr Nieuw-Zeeland                                                                  | 2.36 m =AR     | Shelby McEwen Verenigde Staten                                                | 2.36 m PB    | Mutaz Essa Barshim Qatar                                                                                        | 2.34 m SB       |
| Polsstokhoogspringen | Armand Duplantis Zweden                                                                    | 6,25 m WR      | Sam Kendricks Verenigde Staten                                                | 5,95 m =SB   | Emmanouil Karalis Griekenland                                                                                   | 5,90 m          |
| Verspringen          | Miltiadis Tentoglou Griekenland                                                            | 8,48 m         | Wayne Pinnock Jamaica                                                         | 8,36 m       | Mattia Furlani Italië                                                                                           | 8,34 m          |
| Hink-stap-springen   | Jordan Díaz Spanje                                                                         | 17,86 m        | Pedro Pichardo Portugal                                                       | 17,84 m      | Andy Díaz Italië                                                                                                | 17,64 m SB      |
| Kogelstoten          | Ryan Crouser Verenigde Staten                                                              | 22,90 m SB     | Joe Kovacs Verenigde Staten                                                   | 22,15 m      | Rajindra Campbell Jamaica                                                                                       | 22,15 m         |
| Discuswerpen         | Rojé Stona Jamaica                                                                         | 70,00 m OR     | Mykolas Alekna Litouwen                                                       | 69,97 m      | Matthew Denny Australië                                                                                         | 69,31 m         |
| Kogelslingeren       | Ethan Katzberg Canada                                                                      | 84,12 m        | Bence Halász Hongarije                                                        | 79,97 m      | Mychajlo Kochan Oekraïne                                                                                        | 79,39 m         |
| Speerwerpen          | Arshad Nadeem Pakistan                                                                     | 92,97 m OR     | Neeraj Chopra India                                                           | 89,45 m SB   | Anderson Peters Grenada                                                                                         | 88,54 m         |
| Tienkamp             | Markus Rooth Noorwegen                                                                     | 8796 ptn NR    | Leo Neugebauer Duitsland                                                      | 8748 ptn     | Lindon Victor Grenada                                                                                           | 8711 ptn SB     |

### Vrouwen
| Onderdeel            | Goud | Goud           | Zilver | Zilver      | Brons | Brons       |
| -------------------- | --- | -------------- | --- | ----------- | --- | ----------- |
| 100 m                | Julien Alfred Saint Lucia | 10,72 NR       | Sha'Carri Richardson Verenigde Staten                                                                      | 10,87       | Melissa Jefferson Verenigde Staten                                                                                                   | 10,92       |
| 200 m                | Gabrielle Thomas Verenigde Staten                                                                                                 | 21,83          | Julien Alfred Saint Lucia                                                                                  | 22,08       | Brittany Brown Verenigde Staten | 22,20       |
| 400 m                | Marileidy Paulino Dominicaanse Republiek                                                                                          | 48,17 OR       | Salwa Eid Naser Bahrein                                                                                    | 48,53 SB    | Natalia Kaczmarek Polen | 48,98       |
| 800 m                | Keely Hodgkinson Groot-Brittannië                                                                                                 | 1.56,72        | Tsige Duguma Ethiopië                                                                                      | 1.57,15 PB  | Mary Moraa Kenia | 1.57,42     |
| 1500 m               | Faith Kipyegon Kenia | 3.51,29 OR     | Jessica Hull Australië                                                                                     | 3.52,56     | Georgia Bell Groot-Brittannië | 3.52,61 NR  |
| 5000 m               | Beatrice Chebet Kenia | 14.28,56       | Faith Kipyegon Kenia                                                                                       | 14.29,60 SB | Sifan Hassan Nederland | 14.30,61 SB |
| 10.000 m             | Beatrice Chebet Kenia | 30.43,25       | Nadia Battocletti Italië                                                                                   | 30.43,35 NR | Sifan Hassan Nederland | 30.44,12 SB |
| 100 m horden         | Masai Russell Verenigde Staten | 12,33          | Cyréna Samba-Mayela Frankrijk                                                                              | 12,34       | Jasmine Camacho-Quinn Puerto Rico | 12,36       |
| 400 m horden         | Sydney McLaughlin-Levrone Verenigde Staten                                                                                        | 50,37 WR       | Anna Cockrell Verenigde Staten                                                                             | 51,87 PB    | Femke Bol Nederland | 52,15       |
| 3000 m steeplechase  | Winfred Yavi Bahrein | 8.52,76 OR     | Peruth Chemutai Oeganda                                                                                    | 8.53,34 NR  | Faith Cherotich Kenia | 8.55,15 PB  |
| 4x100 m              | Verenigde Staten Melissa Jefferson Twanisha Terry Gabrielle Thomas Sha'Carri Richardson                                           | 41,78 SB       | Groot-Brittannië Dina Asher-Smith Imani-Lara Lansiquot Amy Hunt Daryll Neita Bianca Williams Desiree Henry | 41,85       | Duitsland Alexandra Burghardt Lisa Mayer Gina Lückenkemper Rebekka Haase Sophia Junk                                                 | 41,97 SB    |
| 4x400 m              | Verenigde StatenShamier Little Sydney McLaughlin-Levrone Gabrielle Thomas Alexis Holmes Quanera Hayes Aaliyah Butler Kaylyn Brown | 3.15,27 WL, AR | NederlandLieke Klaver Cathelijn Peeters Lisanne de Witte Femke Bol Eveline Saalberg Myrte van der Schoot   | 3.19,50 NR  | Groot-BrittanniëVictoria Ohuruogu Laviai Nielsen Nicole Yeargin Amber Anning Yemi Mary John Hannah Kelly Jodie Williams Lina Nielsen | 3.19,72 NR  |
| Marathon             | Sifan Hassan Nederland | 2:22.55 OR     | Tigst Assefa Ethiopië                                                                                      | 2:22.58     | Hellen Obiri Kenia | 2:23.10 PB  |
| 20 km snelwandelen   | Yang Jiayu China | 1:25.54        | María Pérez Spanje                                                                                         | 1:26.19     | Jemima Montag Australië | 1:26.25 AR  |
| Hoogspringen         | Jaroslava Mahoetsjich Oekraïne | 2,00 m         | Nicola Olyslagers Australië                                                                                | 2,00 m      | Eleanor Patterson Australië Iryna Herasjtsjenko Oekraïne                                                                             | 1,95 m =SB  |
| Polsstokhoogspringen | Nina Kennedy Australië | 4,90 m SB      | Katie Moon Verenigde Staten                                                                                | 4,85 m =SB  | Alysha Newman Canada | 4,85 m NR   |
| Verspringen          | Tara Davis-Woodhall Verenigde Staten                                                                                              | 7,10 m         | Malaika Mihambo Duitsland                                                                                  | 6,98 m      | Jasmine Moore Verenigde Staten | 6,96 m      |
| Hink-stap-springen   | Thea LaFond Dominica | 15,02 m NR     | Shanieka Ricketts Jamaica                                                                                  | 14,87 m SB  | Jasmine Moore Verenigde Staten | 14,67 m SB  |
| Kogelstoten          | Yemisi Ogunleye Duitsland | 20,00 m        | Maddi Wesche Nieuw-Zeeland                                                                                 | 19,86 PB    | Song Jiayuan China | 19,32 m     |
| Discuswerpen         | Valarie Allman Verenigde Staten                                                                                                   | 69,50 m        | Feng Bin China                                                                                             | 67,51 m     | Sandra Elkasević Kroatië | 67,51 m SB  |
| Kogelslingeren       | Camryn Rogers Canada | 76,97 m        | Annette Echikunwoke Verenigde Staten                                                                       | 75,48 m SB  | Zhao Jie China | 74,27 m     |
| Speerwerpen          | Haruka Kitaguchi Japan | 65,80 m SB     | Jo-Ane van Dyk Zuid-Afrika                                                                                 | 63,93 m     | Nikola Ogrodníková Tsjechië | 63,68 SB    |
| Zevenkamp            | Nafissatou Thiam België | 6880 ptn       | Katarina Johnson-Thompson Groot-Brittannië                                                                 | 6844 ptn    | Noor Vidts België | 6707 ptn    |

### Gemengd
| Onderdeel                      | Goud                                                                                | Goud       | Zilver                                                                    | Zilver  | Brons                                                                                          | Brons      |
| ------------------------------ | ----------------------------------------------------------------------------------- | ---------- | ------------------------------------------------------------------------- | ------- | ---------------------------------------------------------------------------------------------- | ---------- |
| 4x400 m                        | Nederland Eugene Omalla Lieke Klaver Isaya Klein Ikkink Femke Bol Cathelijn Peeters | 3.07,43 AR | Verenigde Staten Vernon Norwood Shamier Little Bryce Deadmon Kaylyn Brown | 3.07,74 | Groot-Brittannië Samuel Reardon Laviai Nielsen Alex Haydock-Wilson Amber Anning Nicole Yeargin | 3.08,01 NR |
| Marathonestafette snelwandelen | Spanje Álvaro Martín María Pérez                                                    | 2:50.31    | Ecuador Brian Pintado Glenda Morejón                                      | 2:51.22 | Australië Rhydian Cowley Jemima Montag                                                         | 2:51.38    |

## Medaillespiegel
| Plaats | Land                   | NOC    | Goud | Zilver | Brons | Totaal |
| ------ | ---------------------- | ------ | ---- | ------ | ----- | ------ |
| 1      | Verenigde Staten       | USA    | 14   | 11     | 9     | 34     |
| 2      | Kenia                  | KEN    | 4    | 2      | 5     | 11     |
| 3      | Canada                 | CAN    | 3    | 1      | 1     | 5      |
| 4      | Nederland              | NED    | 2    | 1      | 3     | 6      |
| 5      | Spanje                 | ESP    | 2    | 1      | 1     | 4      |
| 6      | Noorwegen              | NOR    | 2    | 1      | 0     | 3      |
| 7      | Groot-Brittannië       | GBR    | 1    | 4      | 5     | 10     |
| 8      | Jamaica                | JAM    | 1    | 3      | 2     | 6      |
| 9      | Ethiopië               | ETH    | 1    | 3      | 0     | 4      |
| 10     | Australië              | AUS    | 1    | 2      | 4     | 7      |
| 11     | Duitsland              | GER    | 1    | 2      | 1     | 4      |
| 12     | China                  | CHN    | 1    | 1      | 2     | 4      |
| 13     | België                 | BEL    | 1    | 1      | 1     | 3      |
| 14     | Bahrein                | BHR    | 1    | 1      | 0     | 2      |
| 14     | Botswana               | BOT    | 1    | 1      | 0     | 2      |
| 14     | Ecuador                | ECU    | 1    | 1      | 0     | 2      |
| 14     | Nieuw-Zeeland          | NZL    | 1    | 1      | 0     | 2      |
| 14     | Saint Lucia            | LCA    | 1    | 1      | 0     | 2      |
| 14     | Oeganda                | UGA    | 1    | 1      | 0     | 2      |
| 20     | Oekraïne               | UKR    | 1    | 0      | 2     | 3      |
| 21     | Griekenland            | GRE    | 1    | 0      | 1     | 2      |
| 22     | Dominica               | DMA    | 1    | 0      | 0     | 1      |
| 22     | Dominicaanse Republiek | DOM    | 1    | 0      | 0     | 1      |
| 22     | Japan                  | JPN    | 1    | 0      | 0     | 1      |
| 22     | Marokko                | MAR    | 1    | 0      | 0     | 1      |
| 22     | Pakistan               | PAK    | 1    | 0      | 0     | 1      |
| 22     | Zweden                 | SWE    | 1    | 0      | 0     | 1      |
| 28     | Zuid-Afrika            | RSA    | 0    | 2      | 0     | 2      |
| 29     | Italië                 | ITA    | 0    | 1      | 2     | 3      |
| 30     | Brazilië               | BRA    | 0    | 1      | 1     | 2      |
| 31     | Frankrijk              | FRA    | 0    | 1      | 0     | 1      |
| 31     | Hongarije              | HUN    | 0    | 1      | 0     | 1      |
| 31     | India                  | IND    | 0    | 1      | 0     | 1      |
| 31     | Litouwen               | LTU    | 0    | 1      | 0     | 1      |
| 31     | Portugal               | POR    | 0    | 1      | 0     | 1      |
| 36     | Grenada                | GRN    | 0    | 0      | 2     | 2      |
| 37     | Algerije               | ALG    | 0    | 0      | 1     | 1      |
| 37     | Kroatië                | CRO    | 0    | 0      | 1     | 1      |
| 37     | Tsjechië               | CZE    | 0    | 0      | 1     | 1      |
| 37     | Polen                  | POL    | 0    | 0      | 1     | 1      |
| 37     | Puerto Rico            | PUR    | 0    | 0      | 1     | 1      |
| 37     | Qatar                  | QAT    | 0    | 0      | 1     | 1      |
| 37     | Zambia                 | ZAM    | 0    | 0      | 1     | 1      |
| Totaal | Totaal                 | Totaal | 48   | 48     | 49    | 145    |

Athene 1896 · Parijs 1900 · St. Louis 1904 · Londen 1908 · Stockholm 1912 · Antwerpen 1920 · Parijs 1924 · Amsterdam 1928 · Los Angeles 1932 · Berlijn 1936 · Londen 1948 · Helsinki 1952 · Melbourne 1956 · Rome 1960 · Tokio 1964 · Mexico-stad 1968 · München 1972 · Montréal 1976 · Moskou 1980 · Los Angeles 1984 · Seoel 1988 · Barcelona 1992 · Atlanta 1996 · Sydney 2000 · Athene 2004 · Peking 2008 · Londen 2012 · Rio de Janeiro 2016  · Tokio 2020  · Parijs 2024  · Los Angeles 2028 
Medaillewinnaars mannen · vrouwen · gemengd
Atletiek · Badminton · Basketbal · Boksen · Boogschieten · Breaking · Gewichtheffen · Golf · Gymnastiek · Handbal · Hockey · Judo · Kanovaren · Klimsport · Moderne vijfkamp · Paardensport · Roeien · Rugby · Schermen · Schietsport · Schoonspringen · Skateboarden  · Surfen · Synchroonzwemmen · Taekwondo · Tafeltennis · Tennis · Triatlon · Voetbal · Volleybal · Waterpolo · Wielersport · Worstelen · Zeilen · Zwemmen